# Dubb Union
Dubb Union, früher Westurn Union ist eine US-amerikanische Rap-Gruppe aus Kalifornien. Die Gruppenmitglieder sind Bad Lucc, Damani & Soopafly.

## Werdegang
Die Gruppe wurde im Jahr 2004 von Snoop Dogg unter dem Namen Westurn Union gegründet und hatte 2006 ihren ersten bedeutenden Auftritt auf dessen Album Tha Blue Carpet Treatment. In der Folgezeit versuchten sie sich vor allem durch die kostenfreie Veröffentlichung von einzelnen Liedern bekannt zu machen, bis sie 2008 das Mixtape House Shoe Musik, Volume 1 veröffentlichten, das ebenso im Internet umsonst angeboten wurde, das man aber auch gepresst kaufen konnte. Kurz vor der Veröffentlichung ihres Debüt-Albums Snoop Dogg Presents: Dubb Union (auf dem unter anderem auch Gastauftritte von Snoop Dogg, Kurupt & Daz Dillinger zu finden sind), das auf Snoop Doggs Label Doggystyle erschien und von Koch Records vertrieben wurde, wurde der Name der Gruppe auf Dubb Union geändert. Das Album erreichte in den USA in den Top R&B/Hip-Hop Albums-Charts von Billboard Platz 85.

## Besonderheiten
Die 3 Gruppenmitglieder stammen aus 3 verschiedenen Städten in Kalifornien – Bad Lucc aus Watts, Damani aus Inglewood und Soopafly aus Long Beach. Diese Zusammenstellung soll laut Snoop Dogg den Zusammenhalt der US-amerikanischen Westküste veranschaulichen – mit ein Grund für die Gründung der Gruppe – und wird auch in der Gestaltung des Booklets sowie des Covers des Debüt-Albums verarbeitet.

## Diskografie

### Alben
- 2008: Snoop Dogg Presents: Dubb Union

### Singles
- 2008: Westurn Union!!

### Mixtapes
- 2008: House Shoe Musik, Volume 1

## Weblink
- Dubb Union bei AllMusic (englisch)